# بريت جودي
بريت جودي (بالإنجليزية: Brett Jodie)‏ هو لاعب كرة قاعدة أمريكي، ولد في 25 مارس 1977 في كولومبيا في الولايات المتحدة.

## وصلات خارجية
- بريت جودي على موقعبيزبول رفرنس.كوم (الدوري الرئيسي) (الإنجليزية)
- بريت جودي على موقعبيزبول رفرنس.كوم (الدوري الثانوي) (الإنجليزية)